# Italia en los Juegos Olímpicos de Pekín 2008
Italia estuvo representada en los Juegos Olímpicos de Pekín 2008 por un total de 333 deportistas que compitieron en 29 deportes.  
El portador de la bandera en la ceremonia de apertura fue el piragüista Antonio Rossi.

## Medallistas
El equipo olímpico italiano obtuvo las siguientes medallas:
| Nombre                                                                    | Deporte            | Competición            |
| ------------------------------------------------------------------------- | ------------------ | ---------------------- |
| Oro                                                                       |                    |                        |
| Alex Schwazer                                                             | Atletismo          | 50 km marcha M         |
| Roberto Cammarelle                                                        | Boxeo              | Superpesado (+91 kg) M |
| Matteo Tagliariol                                                         | Esgrima            | Espada ind. M          |
| Valentina Vezzali                                                         | Esgrima            | Florete ind. F         |
| Giulia Quintavalle                                                        | Judo               | –57 kg F               |
| Andrea Minguzzi                                                           | Lucha grecorromana | 58 kg M                |
| Federica Pellegrini                                                       | Natación           | 200 m libre F          |
| Chiara Cainero                                                            | Tiro               | Skeet F                |
| Plata                                                                     |                    |                        |
| Clemente Russo                                                            | Boxeo              | Pesado (91 kg) M       |
| Alessia Filippi                                                           | Natación           | 800 m libre F          |
| Josefa Idem                                                               | Piragüismo         | K1 500 m F             |
| Luca Agamennoni Simone Venier Rossano Galtarossa Simone Raineri           | Remo               | Cuatro scull (M4x) M   |
| Mauro Sarmiento                                                           | Taekwondo          | –80 kg M               |
| Giovanni Pellielo                                                         | Tiro               | Foso M                 |
| Francesco D'Aniello                                                       | Tiro               | Doble foso M           |
| Ilario Di Buò Marco Galiazzo Mauro Nespoli                                | Tiro con arco      | Equipo M               |
| Alessandra Sensini                                                        | Vela               | RS:X F                 |
| Bronce                                                                    |                    |                        |
| Elisa Rigaudo                                                             | Atletismo          | 20 km marcha F         |
| Vincenzo Picardi                                                          | Boxeo              | Mosca (51 kg) M        |
| Tatiana Guderzo                                                           | Ciclismo en ruta   | Ruta F                 |
| Salvatore Sanzo                                                           | Esgrima            | Florete ind. M         |
| Matteo Tagliariol Diego Confalonieri Alfredo Rota Stefano Carozzo         | Esgrima            | Espada por eqs. M      |
| Aldo Montano Luigi Tarantino Giampiero Pastore Diego Occhiuzzi            | Esgrima            | Sable por eqs. M       |
| Margherita Granbassi                                                      | Esgrima            | Florete ind. F         |
| Valentina Vezzali Giovanna Trillini Margherita Granbassi Ilaria Salvatori | Esgrima            | Florete por eqs. F     |
| Andrea Facchin Antonio Scaduto                                            | Piragüismo         | K2 1000 m M            |
| Diego Romero                                                              | Vela               | Laser M                |